# مقاطعة فالون (مونتانا)
مقاطعة فالون (بالإنجليزية: Fallon County)‏ هي إحدى مقاطعات ولاية مونتانا في الولايات المتحدة الأمريكية.